# Unterseeboot 523
Le Unterseeboot 523 (ou U-523) est un sous-marin allemand utilisé par la Kriegsmarine pendant la Seconde Guerre mondiale.

## Historique
Après avoir reçu sa formation de base à Stettin dans la 4. Unterseebootsflottille jusqu'au 30 septembre 1942, il rejoint sa flottille de combat à Lorient, dans la 10. Unterseebootsflottille.
L'U-523 a coulé le 25 août 1943 dans l'Atlantique nord à l'ouest de Vigo en Espagne à la position géographique de 42° 03′ N, 18° 02′ O par des charges de profondeur lancées par la corvette britannique HMS Wallflower et le destroyer britannique HMS Wanderer.

Cette attaque coûte la vie à 17 des 54 membres de l'équipage.

## Affectations successives
- 4. Unterseebootsflottille du 25 juin 1942 au 31 janvier 1943
- 10. Unterseebootsflottille du 1er février 1942 au 25 août 1943

## Commandement
- Kapitänleutnant Werner Pietzsch du 25 juin 1942 au 25 août 1943

## Navires coulés
L'U-523 a coulé 1 navire marchand pour un total de 5 848 tonneaux au cours des 4 patrouilles qu'il effectua.

## Sources
- (en) Cet article est partiellement ou en totalité issu de l’article de Wikipédia en anglais intitulé « German submarine U-523 » (voir la liste des auteurs).